# シュタインフェルト (南オーストラリア州)
シュタインフェルト、ないし、ステインフェルド (Steinfeld) は、かつてストーンフィールド (Stonefield) として知られていた南オーストラリア州の町で、ロフティ山脈の東側の平野にあり、スタート・ハイウェイの北に位置している。シュタインフェルトの村落は、19世紀に建設された。第一次世界大戦中の1918年に、ドイツ語系の地名から改名され、ストーンフィールドとなった。町の名は、1986年にシュタインフェルトに戻された。
当地では、1882年にシュタインフェルト・ルター派の集いが行われるようになっており、当初は一般家庭で集まっていたが、1890年には独立した教会施設が建設された。信徒たちは、現在もこの建物で集会を行っている。ルター派の学校は1880年代から存在していたが、第一次世界大戦の際に、州政府によって強制的に閉鎖された。1917年には、これに変わる公立学校が開設され、1969年まで存続した。当初、この地域では、もっぱらドイツ語が通用していたため、英語の理解が不十分な子どもたちに教える教師たちは、大きな困難に直面したという。
1945年には、自動車協会が、ブランチェタウン＝トゥルーロ間の道（後のスタート・ハイウェイ）に、近傍で公衆電話が通じている町はストーンフィールドであると告げる標識を設置したという。
シュタインフェルトとして知られる町の領域の主要部は、元々の村落があった場所であり、行政上は、ミッド・マレー・カウンシルに属している。領域の北西の一部は、リージョナル・カウンシル・オブ・ゴイダーに属しているが、残りの大部分はディヴィジョン・オブ・バーカーに属している。
バロッサ・バレーの滑空（グライダー）クラブと、アデレード大学の滑空クラブは、ともにシュタインフェルトの飛行場を利用している。